# Густав Антон фон Вітерсгайм
Густав Антон фон Вітерсгайм (нім. Gustav Anton von Wietersheim; 11 лютого 1884 — 25 квітня 1974) — німецький воєначальник часів Третього Рейху, генерал від інфантерії (01.02.1938).

## Біографія
Народився у 1884 році в місті Бреслау в сім'ї військовика. Здобув військову освіту.
У 1902 році прийнятий на військову службу прапорщиком, з 1903 року — лейтенант 4-го гвардійського гренадерського полку. Учасник Першої світової війни, з 1917 року — офіцер Генштабу.
Після підписання Версальського договору 1919 року залишений у Рейхсвері. З лютого 1929 року — командир батальйону 17-го піхотного полку. У 1932 році призначений начальником штабу 3-ї кавалерійської дивізії, а наступного року — начальник штабу 3-ї піхотної дивізії. У 1934 році переведений до військового міністерства.
Після перетворення у 1935 році Рейхсверу у Вермахт проходив службу у Генеральному штабі. З квітня 1936 року — генерал-лейтенант. У жовтні того ж року призначений командиром одного з найкращих у німецьких збройних силах військового з'єднання — 29-ї моторизованої дивізії.
1 лютого 1938 року отримав військове звання генерал від інфантерії, а з 1 квітня того ж року прийняв під своє командування новостворений XIV моторизований корпус у Магдебурзі.
Учасник Другої світової війни. Під час проведення Польської кампанії командував німецькими військами у битві при Кок 2-6 жовтня 1939 року.
Згодом брав участь у Французькій та Балканській кампаніях.
Під час німецько-радянської війни XIV моторизований корпус входив до складу 1-ї танкової групи Е. Клейста, що діяла на території України. Брав участь в оточенні радянських військ поблизу Умані влітку 1941 року, взимку 1941—1942 років займав оборону по річці Міус. У червні 1942 року корпус перейменований у XIV танковий корпус, а у серпні того ж року націлений на Сталінград. У середині вересня 1942 року через пропозицію А. Гітлеру відмовитись від наступу на Сталінград був усунутий від командування корпусом і відправлений у відставку.
Навесні 1945 року добровільно записався рядовим до Фольксштурму. На Нюрнберзькому процесі виступав як свідок.

## Нагороди
- Залізний хрест 2-го і 1-го класу
- Лицарський хрест королівського ордену дому Гогенцоллернів з мечами
- Орден «За військові заслуги» (Баварія) 4-го класу з мечами
- Хрест «За військові заслуги» (Брауншвейг) 2-го класу
- Орден Залізної корони 3-класу з військовою відзнакою
- Хрест «За військові заслуги» (Австро-Угорщина) 3-класу з військовою відзнакою
- Почесний хрест ветерана війни з мечами
- Медаль «За вислугу років у Вермахті» 4-го, 3-го, 2-го і 1-го класу (25 років)
- Застібка до Залізного хреста 2-го і 1-го класу
- Лицарський хрест Залізного хреста (20 квітня 1941)